# Tour Initiale
La tour Initiale (anciennement tour Nobel) est une tour de bureaux situé à Puteaux, dans le quartier d'affaires de la Défense, en France.

## Description
Fin de construction en 1966, elle mesure 109 m de haut. Issue du premier contrat signé par l'EPAD (Établissement Public d'Aménagement de la Défense), avec le promoteur SEMIIC le 2 août 1960, il s'agit, avec la tour Esso, de l'une des deux premières tours de bureaux à avoir été construites dans le quartier de la Défense. Elle fut rénovée en 2003 et prit son nom actuel.
La tour Initiale, originellement baptisée PB 31, vite renommée "tour Nobel", puis "tour Roussel-Hoechst", fut conçue par les architectes Jean de Mailly et Jacques Depussé, sous la maîtrise d'ouvrage de SEMIIC qui répondait ainsi à une commande du Consortium de Dynamite.
Elle est inspirée par la Lever House conçue par Gordon Bunshaft  en 1951-1952. L'ingénieur Jean Prouvé accompagné de son architecte Robert Giudici conçoivent la façade de verre du bâtiment. La tour utilise des vitres courbes sur chacune de ses arêtes verticales, procédé qui, au moment de la construction du bâtiment, était globalement inconnu en France ; les vitres furent importées des États-Unis. Ses façades comportaient également une double paroi avec circulation d'air, qui constituait une disposition de traitement thermique expérimentale à l'époque. Ces angles arrondis sont inspirés de la tour Johnson construite à Racine par Frank Lloyd Wright en 1950. Le principe d'une tour au noyau de béton et à charpente métallique avait été étudié par Prouvé lors d'un projet pour la cité universitaire de Nancy quelques années auparavant, la tour Nobel a été l'occasion pour lui de mettre en œuvre ce principe. Le chantier ne dura que treize mois, notamment grâce à l'emploi de la technique de coffrage glissant pour le noyau central.
La construction de la tour Nobel a été l'occasion de la mise au point de la réglementation des I.G.H. (immeubles de grande hauteur). La tour Initiale est une tour de première génération, c'est-à-dire devant obéir à des dimensionnement précis, idéalement un module de 42 par 24 mètres de côté pour une surface totale de 25 000 m² et une hauteur de 100 mètres afin de ne pas faire trop d'ombre aux immeubles voisins. La tour Nobel devait servir d'exemple pour la construction de nouvelles tours conçues selon ce modèle à l'américaine.

## Entreprises locataires
Plusieurs entreprises se partagent les trente étages de cette tour :
- étages 1 et 17 à 30 : RTE, gestionnaire du Réseau de transport d'électricité français
- étages 7 à 13 : Tarkett, entreprise spécialisée dans les revêtements de sols.
- étage 2 : DS Smith Packaging, fabrication carton
- étage 6 : Linkt, opérateur alternatif de télécoms pour entreprises
- étage 3 et 14 à 16 : SACEM (Société des auteurs, compositeurs et éditeurs de musique)

## Galerie

La tour Initiale en 2006

## Cinéma
La tour a servi de lieu de tournage du film Trois Milliards sans ascenseur. Le bâtiment fera l'objet de toutes les attentions d'une bande de malfrats, sans envergure, du fait de son lieu d'exposition des dix plus beaux bijoux d'Europe (du 14 mars au 28 avril 1972). A noter que l'affiche dans le film nomme la Tour "Roussel Nobel".
La tour est visible aussi dans l’aile où la cuisse. On y voit d’ailleurs l’escalator pour y descendre du côté de Neuilly et pas du côté de là Grande Arche comme il se trouve actuellement. En effet à l’époque le terminus de la ligne de métro 1 était Pont de Neuilly. Ce n’est que plus tard que la ligne 1 sera prolongée de l’autre côté de la Seine  